# Yeo Gek Huat
Yeo Gek Huat (ur. w 1931) – singapurski koszykarz, olimpijczyk.
W 1956 roku wystąpił wraz z drużyną na igrzyskach w Melbourne. Zagrał we wszystkich siedmiu spotkaniach, które reprezentacja Singapuru rozegrała na tym turnieju. Wong zdobył w nich łącznie cztery punkty – po dwa w meczach przeciwko drużynom Tajwanu i Australii. Singapurczycy zajęli ostatecznie 13. miejsce wśród 15 zespołów.
Yeo jest jednym z nielicznych niepełnosprawnych sportowców, którzy wystąpili na igrzyskach olimpijskich (był głuchoniemy). 